# باك أورتيغا
باك أورتيغا (بالإنجليزية: Buck Ortega)‏ هو لاعب كرة قدم أمريكية أمريكي، ولد في 22 نوفمبر 1981 في ميامي في الولايات المتحدة.

## وصلات خارجية
- باك أورتيغا على موقع مرجع كرة القدم المحترفة.كوم (الإنجليزية)